# Puerto Rondón
Puerto Rondón è un comune della Colombia facente parte del dipartimento di Arauca.
L'abitato venne fondato da Luis Felipe Hernández nel 1921, mentre l'istituzione del comune è del 13 aprile 1987.